# Hăghig
Hăghig là một xã thuộc hạt Covasna, România. Dân số thời điểm năm 2002 là 2208 người.